# شعب القصقص (مستباء)

تعديل مصدري - تعديل

شعب القصقص هي إحدى قرى عزلة شرق مستباء بمديرية مستباء التابعة لمحافظة حجة، بلغ تعداد سكانها 61 نسمة حسب تعداد اليمن لعام 2004.